# Mosquée d'İsa Bey
La mosquée d'İsa Bey est la mosquée principale d'Ayasoluk, la ville seldjoukide et ottomane qui succède à Hagios Théologos, la ville byzantine d'Éphèse.

## Histoire
Ce monument est le plus important subsistant de l'époque des Aydınoğulları à Ayasoluk, voire dans l'ensemble de l'émirat d'Aydın : il témoigne de la prospérité de la ville sous leur dynastie. L'édifice est situé sur les pentes d'Ayasoluk, entre le temple d'Artémis et la fortification byzantino-turque. Une inscription placée au-dessus de la porte occidentale indique qu'elle fut construite en 1374, l'an 776 de l'Hégire, par l'architecte Şamlı Dımışklıoğlu Ali de Damas, sur commande d'Aydınoğu İsa Bey, et inaugurée en janvier 1375,. C'est un édifice important dans l'histoire de l'architecture religieuse pré-ottomane, le second exemple seulement des mosquées à double minaret en Anatolie pour cette période.

## Description

Plan de la mosquée d'İsa Bey (1375).

La mosquée se présente comme un rectangle proche du carré, avec des dimensions de 56,53 m du nord au sud, sur 48,68 m d'est en ouest. Il se décompose en deux grands espaces de taille inégale : au nord, une cour bordée de portiques et au sud, la salle de prière barlongue avec ses deux coupoles.
L'entrée principale du complexe est un portail monumental qui interrompt la façade ouest face à la mer, à l'extrémité sud du portique occidental, tout près de la salle de prières. Elle comporte un escalier et une niche abritant une fontaine. Elle est recouverte d'une voûte ornée de muqarnas et porte deux inscriptions de dédicace, l'une à l'extérieur, perdue, et l'autre à l'intérieur, qui est conservée. De part et d'autre de la porte, deux fenêtres sont décorées d'un voussoir coloré et d'un encadrement sculpté et pourvu d'incrustations polychromes. Deux autres entrées donnent accès à la cour, sur le côté oriental, dans une position symétrique au portail principal, et au centre du côté nord. Au centre de la cour se trouve une fontaine octogonale. Il ne subsiste plus du portique à arcades qui bordait les trois côtés nord, est et ouest de la cour que douze colonnes, qui sont principalement des spolia antiques.
Le minaret sud-est de la cour a disparu, mais la base octogonale et le corps cylindrique du minaret sud-ouest sont préservés jusqu'au balcon à muqarnas. Il s'élève jusqu'au niveau du toit, en prenant appui sur le contrefort du portail principal, à l'intérieur duquel est aménagé l'escalier d'accès en colimaçon.
L'accès à la salle de prières se fait par une arcade triple au centre de la façade nord de l'édifice. Elle est surmontée de deux fenêtres à arc brisé encadrant une fenêtre ronde. La salle de prières mesure environ 18 × 48 m. Elle est divisée en deux longitudinalement par quatre énormes colonnes de granite noir: trois d'entre elles supportent un chapiteau à stalactites, tandis que la quatrième est surmontée d'un chapiteau composite romain en remploi. La partie médiane, dans l'axe de la porte et du mihrab, est couverte par deux coupoles portées par des arcs de briques. Celle du mihrab est d'un diamètre légèrement inférieur à la première. La lumière entre par une série de fenêtres disposées à intervalles irréguliers aux deux tiers de la hauteur des murs.

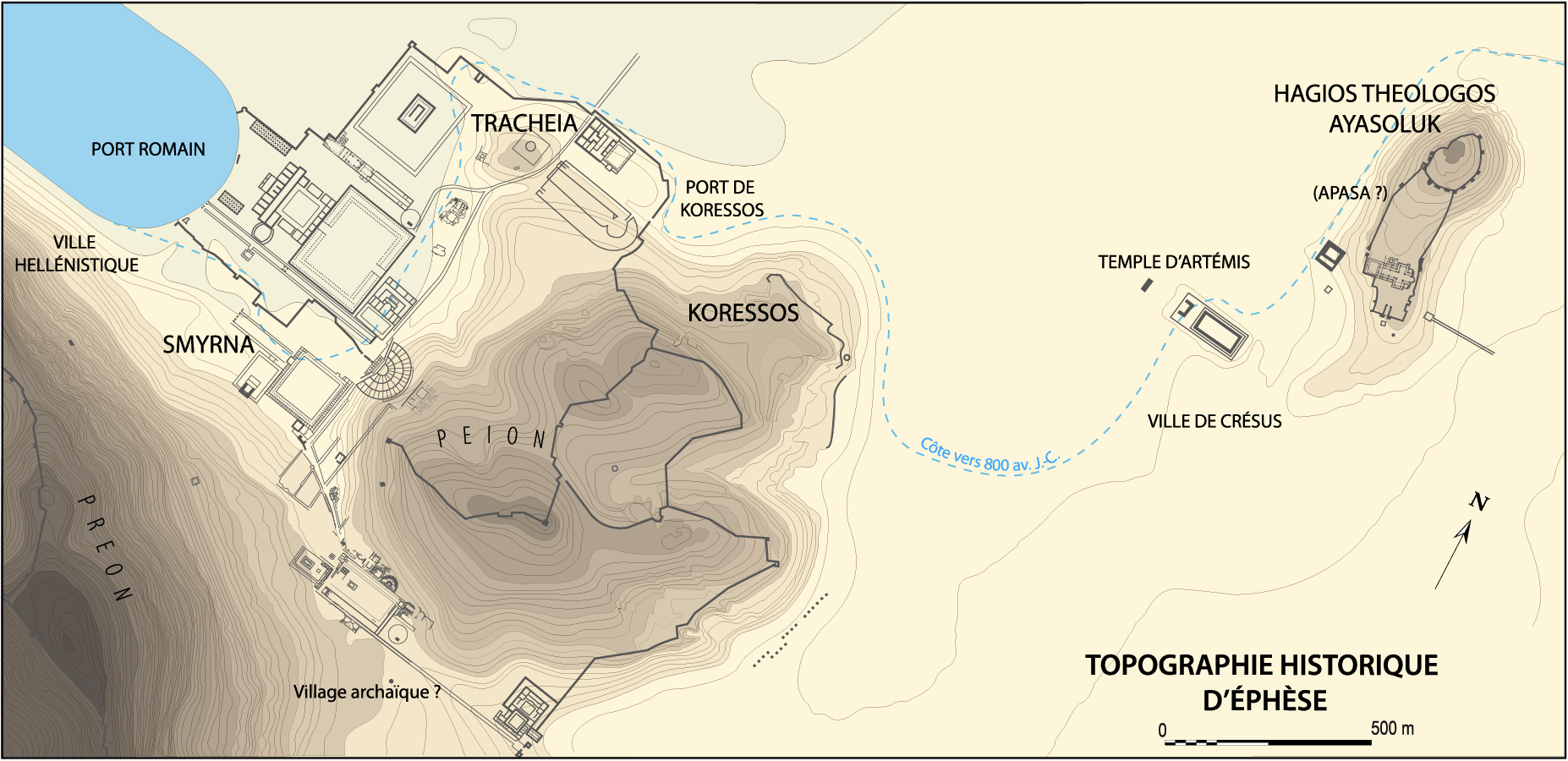
Localisation d'Ayasoluk (Hagios Theologos) la ville turque d'Éphèse.

Les murs de la mosquée sont construits de simples parpaings sans revêtement, sauf sur la façade ouest, pourvue d'un placage de marbre. Dans la salle de prières, les trompes d'angles de la coupole du mihrab possèdent un décor de carreaux de faïence, avec un motif d'hexagones et d'étoiles bleu marine et turquoise. Des motifs végétaux sont aussi employés. Ces motifs dans la niche de prières rappellent le décor du fronton des mosquées de Karatay et d'`Ala'ad-Dîn à Konya. À l'origine, le minbar était recouvert de panneaux de noyer.

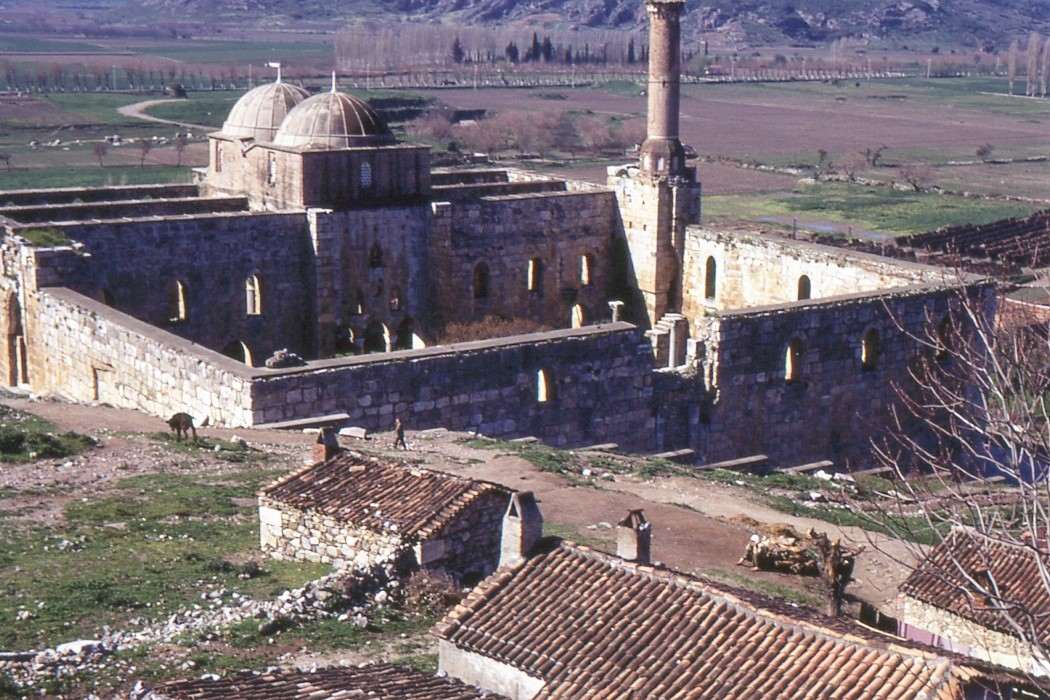
La mosquée vue de la citadelle, en 1970.

La mosquée a subi des dommages à l'époque moderne. Une porte a été ouverte dans la niche du qibla et la couronne de muqarnas du mihrab retirée pour être transférée à la mosquée de Kestane Pazari à Izmir au XIXe siècle, alors que l'édifice servait de caravansérail. La niche du mihrab a été murée à une date ultérieure. La mosquée fut  ensuite réparée en 1934, puis restaurée dans la seconde moitié du XXe siècle.